# Девушка Бобби
«Девушка Бобби» (англ. Bobbie's Girl) — мелодрама 2002 года режиссёра Джереми Кагана.

## Сюжет
Бобби и Бейли, лесбийская пара, живут в Ирландии и держат паб вместе с братом Бейли — Дэвидом. У десятилетнего племянника Бобби, Алана, погибают родители. Бобби никогда не видела Алана, вдобавок, у неё обнаружили рак груди, и ей сейчас совсем нет дела до кого-либо. Но жизнерадостная Бейли, которая ещё не знает про болезнь, привозит мальчика в их дом. У Алана остался ещё дед, который совсем не рад, что внук будет жить у лесбиянок. Заботы по содержанию паба, заботы о племяннике, навалившаяся болезнь приводят Бобби к тяжелому кризису. Она рассказывает Бейли о заболевании, и та поддерживает её в лечении. Но душевные силы Бобби истощены и она уходит из дома. Но несмотря ни на что Алан остаётся в их семье, Бейли берёт на себя заботы о пабе. Бобби возвращается, поняв, что её действительно любят и ждут.

## В ролях
| В ролях             |  | Персонаж               |
| ------------------- |  | ---------------------- |
| Бернадетт Питерс    |  | Бейли Льюис            |
| Рейчел Уорд         |  | Роберта «Бобби» Лэнгем |
| Томас Сангстер      |  | Алан Лэнгем            |
| Джонатан Сильверман |  | Дэвид Льюис            |
| Дон Фоули           |  | Найелл Фэррингтон      |